# Pedro Manuel Mota Pinto
Pedro Manuel da Mota Pinto (Vila Nova de Gaia, 8 novembre 1994) è un calciatore portoghese, difensore del Sumqayıt.

## Caratteristiche tecniche
È un difensore centrale.

## Carriera

### Club
Cresciuto nelle giovanili del Leixões, ha esordito il 7 ottobre 2012 in un match vinto 4-3 contro il Naval.

## Statistiche

### Presenze e reti nei club
Statistiche aggiornate al 7 luglio 2017.
| Stagione        | Squadra         | Campionato      | Campionato | Campionato | Coppe nazionali | Coppe nazionali | Coppe nazionali | Coppe continentali | Coppe continentali | Coppe continentali | Altre coppe | Altre coppe | Altre coppe | Totale | Totale | Totale |
| Stagione        | Squadra         | Comp            | Pres       | Reti       | Comp            | Pres            | Reti            | Comp               | Pres               | Reti               | Comp        | Pres        | Reti        | Pres   | Reti   |        |
| --------------- | --------------- | --------------- | ---------- | ---------- | --------------- | --------------- | --------------- | ------------------ | ------------------ | ------------------ | ----------- | ----------- | ----------- | ------ | ------ | ------ |
| 2012-2013       | Leixões         | SL              | 6          | 0          | TP+TL           | 0+3             | 0               |                    | -                  | -                  |             | -           | -           | 9      | 0      |        |
| 2013-2014       | Leixões         | SL              | 5          | 0          | TP+TL           | 0+1             | 0               |                    | -                  | -                  |             | -           | -           | 6      | 0      |        |
| 2014-2015       | Leixões         | SL              | 40         | 0          | TP+TL           | 1+3             | 0               |                    | -                  | -                  |             | -           | -           | 44     | 0      |        |
| 2015-2016       | Leixões         | SL              | 46         | 0          | TP+TL           | 2+3             | 0               |                    | -                  | -                  |             | -           | -           | 51     | 0      |        |
| Totale Leixoes  | Totale Leixoes  | Totale Leixoes  | 97         | 0          |                 | 13              | 0               |                    | -                  | -                  |             | -           | -           | 110    | 0      |        |
| 2016-2017       | Vitória Setúbal | PL              | 7          | 0          | TP+TL           | 0+3             | 0               |                    | -                  | -                  |             | -           | -           | 0      | 0      |        |
| Totale carriera | Totale carriera | Totale carriera | 104        | 0          |                 | 16              | 0               |                    | -                  | -                  |             | -           | -           | 120    | 0      |        |